# Traszigang (miasto)
Traszigang – miasto w północnym Bhutanie. Jest oddalone od Thimphu, stolicy kraju o 560 km. W 2002 rozpoczął się tam, organizowany przez rząd, wyścig Ruszaj dla zdrowia.